# Nyankara
Nyankara är ett periodiskt vattendrag i Burundi.   Det ligger i provinsen Bujumbura Rural, i den västra delen av landet, 19 km söder om huvudstaden Bujumbura.
Runt Nyankara är det tätbefolkat, med 276 invånare per kvadratkilometer.